# Mereto di Tomba
Mereto di Tomba – miejscowość i gmina we Włoszech, w regionie Friuli-Wenecja Julijska, w prowincji Udine.
Według danych na rok 2004 gminę zamieszkiwało 2697 osób, 99,9 os./km².